# Zběhovec plazivý
Zběhovec plazivý (Ajuga reptans) je druh dvouděložné rostliny z čeledi hluchavkovitých. Roste na loukách, v lesích nebo na skalce. Květy mají modrofialovou až fialovou barvu.
Trvalka s přízemní listovou růžicí a dlouhými šlahouny. Lodyha je nerozvětvená, čtyřhranná, jemně ochlupená nebo lysá. Listy jsou řapíkaté, vejčité až kopinaté, s vroubkovaným okrajem na žilnatině často namodralé. Modrofialové květy vyrůstají v paždí vejčitých listenů. Plod je tvrdka. Častý druh v lesích a na lukách, zejména na vlhkých místech od nížin po horský stupeň.

## Popis
Zběhovec plazivý je vytrvalá bylina s typickými nadzemními lodyhami. Přibližně dorůstá až do 20 cm. Má jemné chloupky na čtyřhraném stonku. Plazivý se jmenuje proto, že jeho součástí jsou plazivé výběžky, kterými se rostlina rozmnožuje. Plazivé výběžky jsou 12–28 cm dlouhé na jedné bylině najdeme 2–4, nesou listy po 4–5, asi 4 cm dlouhé a 1,5 cm široké. Pupeny, které se na nich nachází, na podzim zakoření, přezimují a pokračují příští rok na jaře v nové květonosné lodyhy. Lichopřesleny 4–10, obvykle 6–10květé, v dolní části stonku neboli lodyhy oddálené a v horní části blízko u sebe. Kalich 4–6 milimetrů dlouhý, kališní trubka zřídka chlupatá, stejně dlouhá jako pýřité kališní cípy. Koruna 12–17 milimetrů dlouhá, modrá nebo modro-fialová, zřídka bílá až špinavě růžová a asi 1cm dlouhá. Korunní trubka obsahuje horní korunní pysk, který je velmi krátký až zakrnělý, dolní pysk trojlaločný, tyčinky vyčnívající z koruny a nitky tyčinek. Kvete z jara od dubna až do července. Plodem zběhovce je tvrdka, která je 2–2,5 milimetrů dlouhá a velmi jemně štítnatá.

## Výskyt a rozšíření
Roste podél potoků, na loukách, u křovin, na pastvinách a v listnatých lesích, na středně vlhkých půdách. Není náročná na živiny.
Je rozšířena v Evropě, Irsku, Velké Británii, Francii, na severu Pyrenejského poloostrova, ve Skandinávii, na Sicílii, v Řecku, Arménii, Turecku, Íránu, na hranicích Alžírska a Tuniska. V Severní Americe synantropně. V České republice je zběhovec plazivý hojný.

## Využití
Používá se v lidovém léčitelství na astma nebo na urychlení hojení, zastavuje vnitřní krvácení, snižuje krevní tlak atd. , při chrapotu nebo bolestech v krku. Někdy se pěstuje jako okrasná rostlina.